# NGC 2482
NGC 2482 (другие обозначения — OCL 653, ESO 494-SC3) — рассеянное скопление в созвездии Корма.
Этот объект входит в число перечисленных в оригинальной редакции «Нового общего каталога».
Главная последовательность для NGC 2482 является очень широкой, что объясняется наличием звёзд фона и переднего плана, которые маскируются под звёзды главной последовательности, принадлежащие скоплению.